# Малышев, Владимир Фёдорович
Влади́мир Фёдорович Ма́лышев (род. 6 января 1950) — советский и российский дипломат.

## Биография
Окончил МГИМО МИД СССР (1972) и Дипломатическую академию МИД СССР (1991). 
На дипломатической работе с 1972 года. Работал на различных должностях в Центральном аппарате и в дипломатических миссиях СССР в Китае и странах Африки.
- В 1992—1996 годах — советник, старший советник Первого департамента Азии МИД России.
- В 1996—2001 годах — заместитель представителя в Тайбэе Московско-Тайбэйской комиссии.
- В 2002—2004 годах — начальник отдела Первого департамента Азии МИД России.
- В 2004—2007 годах — советник-посланник посольства России на Филиппинах.
- В 2008—2011 годах — заместитель директора Первого департамента Азии МИД России.
- С 15 февраля 2011 по 1 декабря 2014 года — чрезвычайный и полномочный посол России в Бурунди[1][2].

Женат, имеет троих детей. Владеет китайским, английским, французским и немецким языками.

## Дипломатический ранг
- Чрезвычайный и полномочный посланник 2 класса (29 декабря 2006)[3].